# Balderstone (Lancashire)
Balderstone est un village et une paroisse civile du Lancashire, en Angleterre.